# Sargento mayor
Sargento mayor es un rango militar.

## Entre los siglosXVIyXVII
Inicialmente segundo al mando del coronel en una coronelía, el sargento mayor pasó a ser el inmediatamente inferior del maestre de campo tras la creación de los tercios en 1534 hasta 1600.
Se ocupaba de la instrucción táctica, seguridad y alojamiento de las tropas del tercio. También transmitía las órdenes del maestre de campo o del capitán general a los oficiales inferiores.

## En elsigloXIX
- En Argentina, desde la ley promulgada en 1813, donde los grados se dividían en tres grupos: oficiales generales, oficiales jefes y oficiales; el grado de sargento mayor se ubicaba en oficiales jefes, inmediatamente superior a capitán —perteneciente a oficiales— e inmediatamente inferior al teniente coronel y este, inferior a coronel, del que ya se ascendía al grupo de los oficiales generales.[1]

## Actualidad

Insignia de SM Sargento Mayor Ejército Nacional de Colombia.

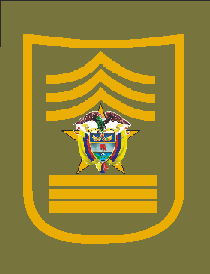
Insignia de CM comisario de la Policía Nacional.

- En Colombia, el sargento mayor es el máximo grado dentro de los suboficiales de las Fuerzas Militares y la Policía Nacional, grado inmediatamente superior al de sargento primero. En el Nivel Ejecutivo de la Policía Nacional, es equivalente al grado de Comisario[2][3][4]

En las Fuerzas Militares de Colombia existen tres grados de sargento mayor:
- Sargento mayor de comando conjunto, solo existirá uno en el país para todas las fuerzas militares.
- Sargento mayor de comando, serán designados para las divisiones y brigadas como asesores de comando.
- Sargento mayor, serán designados para las unidades tácticas, como asesor del comandante de batallón o unidad táctica.